# Karim Zedadka
Karim Zedadka (en árabe: كريم زيادادكا; Pertuis, Provenza-Alpes-Costa Azul, Francia, 9 de junio de 2000) es un futbolista franco-argelino. Juega de centrocampista y su equipo es el F. C. Südtirol de la Serie B de Italia.

## Trayectoria
Hermano menor del también futbolista Akim Zedadka, se formó en la cantera del OGC Niza. En 2018, fichó por el Napoli; con el equipo juvenil participó en el Torneo Primavera y la Liga Juvenil de la UEFA.
En 2020 fue cedido a otro equipo de Campania, la Cavese de la Serie C, donde disputó 5 partidos. El año siguiente fue cedido al Charleroi de la Primera División de Bélgica, donde jugó en 12 ocasiones.
En la temporada 2022-23 se incorporó al primer equipo del Napoli y jugó unos cuantos minutos en tres partidos de la Serie A, concretamente ante Lazio, Hellas Verona y Bologna. Al final de la temporada, el equipo napolitano se consagró campeón de la liga italiana.
El 31 de agosto de 2023 fichó por el Swift Hesperange de la División Nacional de Luxemburgo. Cinco meses después volvió a Italia para jugar como cedido en el Ascoli Calcio 1898 FC lo que quedaba de temporada. En julio de 2024 fue contratado por el Südtirol de Bolzano, equipo de Serie B.

## Clubes
| Club                           | País       | Año       |
| ------------------------------ | ---------- | --------- |
| Cavese 1919 (cedido)           | Italia     | 2020-2021 |
| R. S. C. Charleroi (cedido)    | Bélgica    | 2021-2022 |
| S. S. C. Napoli                | Italia     | 2022-2023 |
| F. C. Swift Hesperange         | Luxemburgo | 2023-2024 |
| Ascoli Calcio 1898 FC (cedido) | Italia     | 2024      |
| F. C. Südtirol                 | Italia     | 2024-act. |

## Palmarés

### Títulos nacionales
| Título  | Club            | País   | Año     |
| ------- | --------------- | ------ | ------- |
| Serie A | S. S. C. Napoli | Italia | 2022-23 |